# Älgens nässtyngsfluga
Älgens nässtyngsfluga (Cephenemyia ulrichii) är en parasit som lägger larver i älgens näshålor. Arten ingår i släktet Cephenemyia och familjen styngflugor. Den är reproducerande i Sverige. Inga underarter finns listade.
När honan hittar ett lämpligt värddjur flyger hon runt älgens ansikte och försöker spruta in larver i dess näsborrar. Fullvuxna flugor har en kroppslängd på cirka 16–18 mm och ser till utseendet ut som en liten humla i gult, svart och vitt. De syns mest under juli-september när de flyger runt i soligt väder och parar sig för att sedan leta upp en värd till sina larver. Det har förekommit ett fåtal fall där flugan sprutat in larver i människors ögon där de orsakar human oftalmomyiasis.

## Livscykel
Efter parning, när honan blivit befruktad, utvecklas och kläcks äggen till larver inuti honan. När en lämplig värd blivit uppsökt sprutar honan ut förstastadielarverna mot näsborrarna på en älg med hjälp av ett äggläggningsrör flugan har på bakkroppen. Därefter söker sig larverna in i näshålan och vidareutvecklats till andrastadiet. Sist kryper larverna ner i svalget där de sätter sig fast med hjälp av sina hullingar. I svalget utvecklas larverna vidare till tredjestadiet. De livnär sig på det slem och sekret som finns i svalget hos älgen. På våren och försommaren när larverna är fullväxta, cirka 4 cm långa, nyser älgen ut larverna tillsammans med blodblandat slemsekret. När larverna lämnat sin värd förpuppas de i jorden och efter cirka fyra veckor har de utvecklats till flugor och kan komma upp ur jorden och påbörja en ny livscykel. Den vuxna flugan saknar mundelar för att inta föda och entomologer antar att vuxna flugor inte intar någon näring genom munnen alls och endast lever några veckor som fullvuxna flugor. Infektionen påverkar värdens allmäntillstånd och immunförsvaret försämras. Älgarna drabbas av myiasis och får dålig kondition och förhöjd kroppstemperatur. Framförallt de unga djuren är svårt drabbade av infektionen, med hög mortalitet som följd. Behandling av dessa parasiter är tidskrävande och till exempel avmaskningsmedel, som man ser kan ha effekt på styngflugorna är samtidigt ett hot mot den övriga biodiversiteten. Delar av älgens nässtyngsfluga livscykel och vanor är emellertid fortfarande okänd och bristfällig då det till exempel är svårt att finna larver i förstastadiet och därför att flugor främst påträffas slumpmässigt.

## Systematik och morfologi
Cephenemyia ulrichii tillhör släktet näs- och svalgstyngflugor,  Cephenemyia . I Europa finns det 4 arter i det släktet;  Cephenemyia trompe  finns hos renar,   Cephenemyia stimulator  hos rådjur,  Cephenemyia auribarbis  hos kronhjort och Cephenemyia ulrichii  hos älgar. Gemensamt för dessa är att det är otroligt värdspecifika och har selekterat sig efter sitt värddjur. Genom balansen mellan parasit och värddjur har parasiterna utvecklat en immunologisk strategi vilken möjliggör överlevnad i värden. C. ulrichii kan förmodligen bara fullbildas i älg och eventuellt rådjur. Entomologer har sett fall där älgens nässtyngsfluga har infekterat renar där en tydlig begränsning av storleken hos larven i det tredje larvstadiet setts, vilket resulterar i defekter och svårigheter för larverna att förpuppa sig. Älgens nässtyngsfluga särskiljer sig från andra styngflugor då den är större, har helsvart behåring på låren samt är bredare än andra styngflugor. C. trompe (renens nässtyng) och C. stimulator (rådjurets nässtyng) som är mindre och på insidan av låren har en gulvit behåring.

## Utbredning
Cephenemyia ulrichii är vanligt förekommande hos älg i Sverige och parasiten breder ut sig och påträffas allt mer söderut. Ekologer förutspår att utbredningen kommer att sprida sig i takt med det varmare klimatet.
För C. ulrichii har det rapporterats in fynd från Finland, Norge och Sverige. I Finland uppmärksammades spåren av C. ulrichii år 1910 och 1913. År 1971 tog man prover i Finland på 25 älgar under vårhalvåret, samtliga var då bärare av C. ulrichii. År 1987 hittades de första spåren av C. ulrichii i norra Norge. År 1979-1986 gjordes de första fynden i Sverige, då älgar från Norrland. Sydligare fynd i Uppland och Södermanland har även gjorts. Parasiten har blivit allt vanligare, då främst i södra delarna av Sverige, inklusive Helsingfors och upp till 66°N.

## Human oftalmomyiasis
I sällsynta fall kan älgens styngfluga spruta larverna i ögat på en människa och orsaka human oftalmomyiasis. Man tror att flugan i dessa fall gör en felbedömning och misstar människans ögon för näsborrarna på en älg.  Följden blir en ögoninfektion av att larverna sätter sig på insidan av ögonlocket med hjälp av sina hullingar och då är de inte så lätta att skölja bort. Humanfall har rapporterats från Dalarna och Finland. Man har aldrig påträffat larver som infekterat människor där de vuxit till andrastadiet eller blivit fullbildade i mänsklig värd.